# جنان داي غن
الأمير العظيم جنآن (진안대군 | 鎭安大君) , (ولد في 1354 ومات في 13 ديسمبر 1393) هو وزير مدني في مملكة غوريو . هو أحد أفراد العائلة الملكية في جوسون . منشأ عائلته من عشيرة جونجو يي . اسمه بانغوو (방우 | 芳雨) , منح اسمين بعد وفاته هما غيونغهيو (경효 | 敬孝) وجونغوي (정의 | 靖懿) .

## حياته
هو الابن الأكبر للملك تايجو ملك جوسون من عقيلته الملكة شينوي . في الماضي خدم في غوريو كوزير .
في 1388 (السنة الرابعة عشر لحكم الملك وو) كان في الجيش الذي عاد من جزيرة ويهوا (위화도 회군 | 威化島 回軍) بأمر من يي سونغ-غاي , وعاش في محافظة تشوروون (철원 | 鐵原) , وبعد تأسيس الملك تايجو لجوسون لم يقم بأي نشاط عسكري، وأمضى بقية حياته في مدينة هامهنغ .
في 1392 (السنة الأولى من حكم الملك تايجو) منح لقب الأمير جنآن (진안군 | 鎭安君) .
في 1418 (السنة الثامنة عشر من حكم الملك تايجونغ) منح لقب جونغهيوغونغ (정효공 | 定孝公) وأصبح تشجينغ (추증 | 追贈) .

## التقييم
وفقاً لحوليات مملكة جوسون (حوليات الملك تايجو) , فإن الأمير جنآن، كان يشرب الكثير من المشروبات الكحولية , وأنه سقط مريضاً بعد أن أكثر من شرب السوجو . في 1789 (السنة الثالثة عشر لحكم الملك جونغجو) أعطي الأمير العظيم جنآن (يي بانغوو) لقب ميوبيمن (묘비문 | 墓碑文) لخدمته للملك تايجو وتقواه البنوية , ولتقويته روح الصداقة بين إخوته .

## الأسرة

### أقاربه
- الأب : الملك تايجو .
- الأم : الملكة شينوي من عشيرة هان (신의왕후 한씨) .
- الإخوة :
  - الأمير العظيم يونغآن (영안대군) .
  - الأمير العظيم إغآن (익안대군) .
  - الأمير العظيم هويآن (회안대군) .
  - الأمير العظيم جونغآن (정안대군) .
  - الأمير العظيم دوغآن (덕안대군) .
  - الأمير العظيم موآن (무안대군) .
  - الأمير العظيم ويآن (의안대군) .
- الأخوات :
  - الأميرة غيونغشن (경신공주) .
  - الأميرة غيونغسون (경선공주) .
  - الأميرة غيونغسن (경순공주) .
  - الأميرة سكشن (숙신옹주) .
  - الأميرة ويريونغ .

### عائلته
- الزوجات والأبناء :
  - تشونغجو من عشيرة جي (삼한국대부인 충주 지씨 | 三韓國大夫人 忠州 池氏) ابنةجي-يون (지윤 | 池奫) , أنجبت :[1]
    - الأمير بونغنيونغ (봉녕군 | 奉寧君) اسمه يي بوكغين (이복근 | 李福根) , ولد في 3 نوفمبر 1421 , الابن الأول .
    - الأميرة هانسان (한산 군주 | 韓山郡主 , الأميرة يونغدونغهي , 영동현주 , 永同縣主 , الأميرة غيونغهي , 경혜옹주) , الابنة الأولى .[2]

  - محظية :
    - الأمير سنيونغ (순녕군 | 順寧君) يي دوكغين (이덕근 | 李德根) , (ولد في ؟ ومات في 25 أبريل 1412) , الابن الأول .
    - آنجونغريوم (안종렴 | 安從廉) , الابنة الأولى .
    - ابنة (الاسم غير معروف) , الابنة الثانية .

## دراما ظهر فيها الأمير العظيم جنآن
- «دول مختلفة [الكورية]» (ك.ب.س, في عام 1983, الممثل:تاي منيونغ [الكورية]).
- «ملك قصر تشدونغ [الكورية]» (إم.ب.س, في عام 1983, الممثل:جون إنتايغ [الكورية]).
- «دموع التنين [الكورية]» (ك.ب.س, في عام 1996 ~ 1998, الممثل:إم جونغها).

## الملاحظات
1. ↑  تختلف عن سونغبن من عشيرة جي عقيلة الملك جونغجونغ ملك جوسون الثاني والتي تحمل الرتبة الملكية .
2. ↑  تزوجت من (이숙무 | 李叔畝) يي سغمو .